# Iglesia del Buen Varón
La iglesia de Nuestra Señora del Buen Varón, o simplemente iglesia del Buen Varón, es el templo parroquial católico del municipio español de Hoyos, en el noroeste de la provincia de Cáceres.
En julio de 2018, la iglesia fue declarada Bien de Interés Cultural en la categoría de Monumento por la Junta de Extremadura.

## Localización
El centro neurálgico de Hoyos se dispone en el entorno de la iglesia parroquial, articulando un plano radiocéntrico, que abre a tres amplias plazas: La Constitución, Mayor y Gabriel y Galán. Son plazuelas medievales, de trazado irregular, dispuestas asimétricamente en los cruces de las calles más importantes.

## Historia

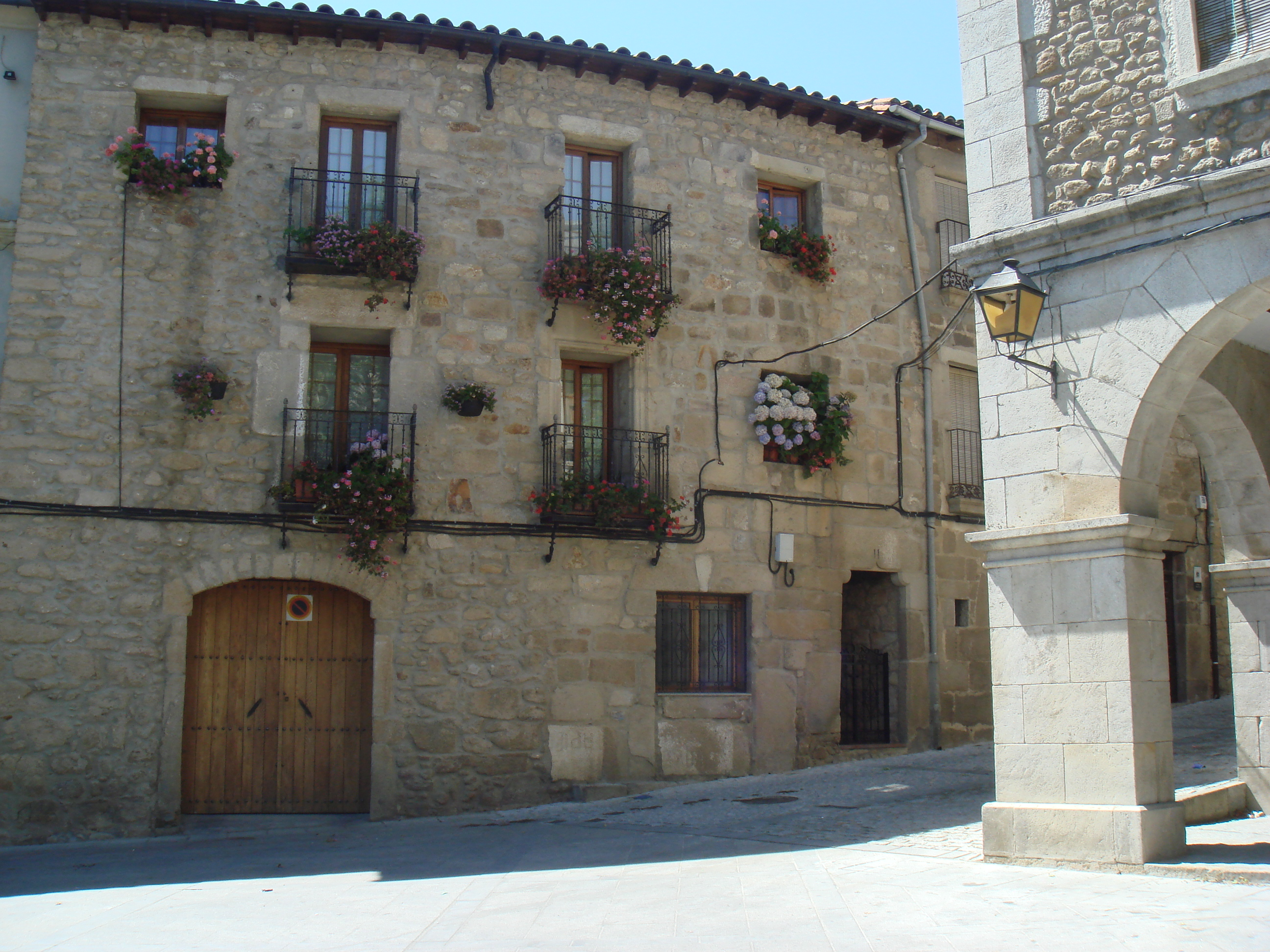
Arquitectura tradicional serragatina en una de las plazas que rodean a la iglesia

Los primeros intentos de reconquistar la Sierra de Gata se produjeron a partir del siglo XI. El rey Alfonso VI de Castilla atravesó en 1074 el puerto de Perales y tomó la ciudad de Coria. A falta de más datos, García Mogollón sitúa la fundación de la localidad a comienzos del siglo XIII, por la primitiva portada tardorrománica de la iglesia y por la talla de la imagen de Nuestra Señora del Buen Varón.
Según la tradición, el templo debió ser fundado, posiblemente en la primera mitad del siglo XIII, por un legendario personaje relacionado con la encomienda de Trevejo que, en los antiguos libros parroquiales, es citado como el “Buen Varón”; benefactor del que tomará el nombre la imagen medieval de la Virgen María que acoge la iglesia.
Hoyos era aldea de la ciudad de Coria, junto con Acebo y Perales. Cuando esta ciudad fue enajenada (primero en favor del conde de Coria, don Gutiérrez Solís, y posteriormente, en el año 1472, por la casa de Alba), Hoyos pasó a formar parte del mismo señorío. El Duque de Alba potenció la construcción de algunas iglesias de la comarca, como la de Hoyos o la de Nuestra Señora de los Ángeles de Acebo, como símbolo de su poderío económico, haciéndolas destacar sobre el resto de iglesias de los pueblos vecinos, que mayoritariamente dependían de la orden de Alcántara. Las armas del duque lucen aún en la torre de la iglesia soyana.
No hay documentación alguna sobre los primeros tiempos de construcción del nuevo templo, los datos más antiguos se fechan en el año 1563. Se pueden distinguir una primera fase constructiva que afecta a la capilla mayor, posiblemente terminada en el primer tercio del siglo XVI, como lo confirma el empleo de bolas de carácter hispanoflamenco en su decoración. También son evidentes los parecidos que dicha capilla mantiene con las de las respectivas parroquias de Acebo y de Gata. Posiblemente intervinieran, en una primera fase de los trabajos de Hoyos, los mismos maestros que actuaron en Gata y Acebo, que comenzaron los trabajos en los años finales del siglo XV o inicios del XVI.
La segunda fase constructiva afectó al primer tramo de la nave, se abren las portadas y el mismo número de ventanas, que son características del último gótico y datan esta parte hacia los años 1530-1540; aunque se carece de datos documentales.
La tercera fase constructiva correspondería al segundo tramo de la nave, prácticamente concluido antes del año 1563, también sin testimonios manuscritos. Con casi absoluta certeza para el profesor García Mogollón, en esta parte de la obra debió intervenir el arquitecto Pedro de Ibarra, pues era el maestro mayor de la diócesis de Coria y se sabe que visitó, en muchas ocasiones, los templos de Gata y Acebo, para los que dio trazas.
Posiblemente bajo su dirección, o empleando sus diseños, se sobreelevaron todos los muros de la iglesia de Hoyos, por encima de los contrafuertes primitivos, pues los detalles clasicistas de su entablamento no concuerdan con el arcaísmo gótico de las zonas inferiores. Probablemente en el año 1563, la tribuna coral, en la que también pudo actuar Pedro de Ybarra, sin datos documentales al respecto, estaba ya concluida. Por el año 1569, según la documentación, continuaban realizándose obras de importancia en el templo, que afectaron a los tramos de la nave, posiblemente al coronamiento de todos los muros perimetrales.
Paralelamente a la terminación de la nave y la torre se abordarán los trabajos de la actual sacristía, realizados entre los años 1575 y 1585, como queda recogido en la documentación conservada. El arquitecto Diego González realizó otras trazas para la sacristía, posiblemente las primitivas fueran diseñadas por el mismo Pedro de Ybarra.
La gran torre parroquial, casi terminada a finales del siglo XVI, se acabó en los primeros años del XVII, según confirma la abundante documentación registrada en los libros parroquiales.
Entre los años 1759-1781 se ejecuta el presbiterio y se pavimenta la iglesia, renovando el piso antiguo. Algunas obras menores continuarán realizándose en el templo. Algunas obras menores continuarán realizándose en el templo.
En época contemporánea, años 2002-2007, se acometen una serie de intervenciones de rehabilitación en la iglesia, de entre ellas destacan las ejecutadas en la cubierta del ábside y de la nave. Tales obras consistieron en la sustitución de la estructura de madera de los citados espacios, por otra cubierta mixta compuesta por elementos metálicos lignarios. Dichas intervenciones no afectaron a la imagen ni valores histórico-artísticos y patrimoniales del templo.

## Descripción

### Estructura general

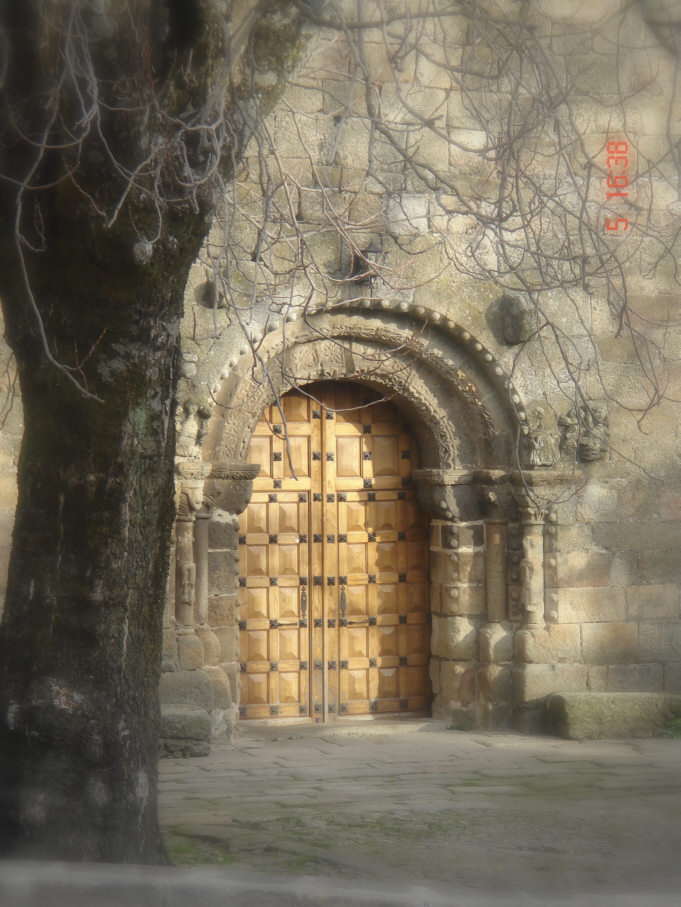
Puerta de la iglesia

La Iglesia Parroquial del Buen Varón es obra de gran interés artístico, ejecutada íntegramente en excelentes piezas de sillería, con elementos de distintos estilos y etapas.
La planta, orientada de este a oeste, es rectangular, el ábside más estrecho y con testero plano. Por el lado de la epístola, junto al presbiterio, se dispone la sacristía; a los pies del templo la airosa y esbelta torre, en la esquina noroeste.
El edificio, salvo algunos de sus elementos tardorrománicos reaprovechados de un templo anterior, comenzó a construirse a finales del siglo XV o comienzos del XVI, iniciándose por la cabecera, como lo demuestra la imposta decorada con bolas de estilo hispanoflamenco dispuesta en la zona baja de los muros del ábside. Una bóveda de crucería cubre el presbiterio, soportada por cuatro estribos de cantería, dos angulares en el saliente y otros dos que contrarrestan el arco triunfal, decorados con pometeados. Culmina el ábside un entablamento clasicista con friso carente de ornamentación y cornisa de taqueados.
La nave se construyó después de la cabecera y es más ancha que la capilla mayor. Cubierta con bóvedas de crucería, tres contrafuertes sujetan los empujes, uno en cada costado y otro en la esquina suroeste y que son básicamente iguales a los de la cabecera, salvo en la ausencia de pometeados, lo que revela una mayor modernidad del espacio.
Interesantes y curiosas son las gárgolas, dispuestas en dos niveles. En su mayor parte, las gárgolas tienen forma tubular, algunas con figuración animal. Por encima de los contrafuertes rematan los muros ocho pináculos a modo de fustes torsos decorados con bolas.
En el paramento meridional de la nave, se sitúan dos ventanales abocinados. Destaca el dispuesto sobre la portada: abre en un medio punto con arquivoltas, por encima un grueso bocelón, a modo de alfiz, con bolas y ornamentación sogueada de raigambre portuguesa. El otro vano es más sencillo, también gótico y de medio punto, ilumina el tramo de los pies. En el muro norte sin vanos, un óculo rompe el imafronte de poniente.
El acceso al interior del templo se realiza por tres portadas, situadas al norte, sur y oeste. La portada principal abre a la Plaza Mayor, se dispone en un muro de piedra de textura y coloración más oscura, y por tanto diferente a los restantes del edificio: los sillares de la parte baja son de acabado más basto e irregulares; pocos metros por encima de la puerta cambia la tonalidad y el aparejo se resuelve de forma más elegante. En la intersección de uno y otro, se produce una leve inflexión en el muro. Todo ello indica una cronología bastante más antigua para la zona inferior del paramento de poniente. En este lugar se observan reaprovechadas varias aras e inscripciones romanas; otras dos piedras llevan grabadas unas crucetas, situadas una a cada lado del vano de acceso.
La mencionada puerta es una de las escasas muestras tardorrománicas extremeñas. Ésta abre en arco de medio punto, decorado con arquivoltas, que apoyan en jambas columnarias ornadas con pometeados y espigas. Las columnas rematan en atractivos capiteles con ornamentación vegetal y animalística. En los fustes de las dos columnas extremas, se aprecian relieves de complicada interpretación. Esta puerta estuvo cobijada bajo un tejaroz de madera, del que quedan como testigo varias ménsulas. Parece claro que tanto la puerta como el muro, en el que se inserta, pertenecieron a la primitiva parroquia medieval de Hoyos. De ahí su rudo e ingenuo estilo tardorrománico, probablemente de la primera mitad del siglo XIII.
Las otras dos portadas son bastante más sencillas. La portada del lado norte, conocida como puerta de San Pedro, abre en arco apuntado gótico con tres arquivoltas, que se encuadra en un quebrado alfiz. La portada del flanco sur, o de San Ildefonso, es más monumental, se accede mediante una escalinata, en uno de sus peldaños se puede leer un epígrafe incompleto: “AÑO DE ..”.. Abre en arco apuntado y es un bello ejemplo del último gótico de la época de los Reyes Católicos; porta cinco arquivoltas con sus correspondientes baquetoncillos en las jambas. El conjunto se cobija bajo un alfiz. Parece clara su adscripción a modelos del primer cuarto del siglo XVI. Probablemente tuviera un pórtico, ya que se observan restos del apoyo de una bóveda de ladrillo en relación con el citado elemento.
La sacristía se dispone junto a la cabecera, por el lado de la epístola. Está levantada con excelentes piezas de sillería, sobre un alto podio, al que separa un curvilíneo bocel y remata en una cornisa con sus correspondientes gárgolas. Tres ventanas abren en sus muros, conopiales las dispuestas a oriente y occidente; la meridional es cuadrangular y cierra un primitivo vano más amplio formado por un medio punto.
Dentro del conjunto del templo, destaca la airosa y esbelta torre que culmina en un puntiagudo chapitel piramidal que, en su momento, estuvo revestido de azulejos talaveranos del siglo XVII. Desde un corto basamento de cantería, la torre se levanta en dos cuerpos delimitados por un estrecho listel, ejecutados con piezas de cantería granítica bien escuadradas. Permanecen en el frente occidental del primer cuerpo los restos de un escudo coronado, picado, que posiblemente portaría las armas del Duque de Alba, señor de la villa de Hoyos; además cuatro estrechas ventanas, tipo saeteras, iluminan la escalera interior.
El cuerpo alto de la torre, presenta cuatro amplios vanos de medio punto, uno en cada frente, para albergar las campanas. Por encima, encontramos un amplio entablamento y volada cornisa y, sobre él, graciosas gárgolas manieristas (dos en cada frente). Los ángulos superiores del cuerpo de campanas se remarcan con esbeltos flameros gallonados. En el costado del saliente, hay una pequeña espadaña de medio punto, ornada con pinaculillos y una caseta de piedra de sillería que acoge la maquinaría del reloj.
Una espléndida escalera de caracol da acceso al campanario. Ésta presenta estructura helicoidal y carece de núcleo central, del tipo San Gil. Sus peldaños se acoplan de manera perfecta como un abanico desplegado. Además posee un bello pasamanos, labrado en la pared de la torre y remata en bóveda de crucería, con terceletes simples y cinco claves sin decoración.
El interior del templo es de bastante amplitud, ordenado en una sola nave, a la que se añade la capilla mayor. La nave se estructura en dos tramos, separados por un berroqueño arco de medio punto, que apoya en pilares de sección clasicista con curiosa decoración trenzada en el fuste, de estirpe renacentista; culminan en cuatro pequeños capiteles historiados, entremezclándose los elementos vegetales con los animalísticos.
Cubren los tramos de la nave berroqueñas bóvedas de crucería con terceletes simples. Sus claves ornadas con variada iconografía, algunas con bellas policromías.
El arco triunfal está ligeramente apuntado y decorado con molduras góticas, al igual que los pilares en los que descansa. La capilla mayor, de planta cuadrada, se decora con una sencilla imposta que recorre los muros. Remata el espacio una bella bóveda berroqueña de crucería con terceletes dobles, apoyada en columnillas, que culminan en los símbolos animalísticos de los cuatro Evangelistas. Nueve claves se disponen en la bóveda, cinco contienen inscripciones latinas y el resto porta símbolos vegetales.
La capilla mayor comunica con la sacristía por una puerta de medio punto, que no es la primitiva. Junto al presbiterio, se observa un vano cegado, coincidente con la amplia hornacina existente en el interior de la sacristía. La capilla se cubre con bóveda de medio cañón, que apea en seis berroqueños arcos fajones que descansan en ménsulas en forma de ese, disposición singular de las obras en las que intervenía el arquitecto Pedro de Ybarra.
Elevado a los pies del templo, se dispone un amplio coro, renacentista, construido con excelente piedra de cantería. En su frente hay tres arcos, de medio punto los laterales y carpanel el central, apoyados en elaboradas ménsulas extremas y en columnas centrales de fuste liso y ricos capiteles de volutas de inspiración jónica. Los arcos portan bellas molduras clasicistas mientras que las columnas se prolongan en pilastras decoradas con casetos avenerados, culminados por la jarra de azucenas, alusiva a la Virgen. Similar ornamentación separa los tramos de la balaustrada de cantería. El piso de la tribuna coral consiste en una sencilla y plana armadura de madera. Sin embargo, la idea original debió ser una bóveda de crucería para cerrar el sotocoro, pues se observan los arranques de las nervaduras en los ángulos.
El coro se prolongaba por el muro septentrional donde existió una tribuna para contener el órgano, en la actualidad perdido. Se conservan las grandes ménsulas que le servían de sustentación.

### Bienes muebles
Retablo Mayor
Custodia la iglesia importantes piezas artísticas. La principal de ellas, es el espléndido y barroco retablo mayor, que se dispone en la cabecera eclesial, a la que se adapta perfectamente.
Apoya este retablo en un sotobanco de piedra berroqueña. El banco es muy alto, destacando cuatro mensulones de hojarasca, que sostienen las cuatro colosales columnas salomónicas del primer cuerpo y dos puertas laterales, desde las que se accede al maderamiento del retablo, a la custodia y a la hornacina alta, que acoge la imagen del Buen Varón.
El cuerpo del retablo es de tres calles y en él destacan las mencionadas columnas, de orden gigante, con los fustes cuajados de adornos vegetales. Los capiteles, de rica decoración, se inspiran en el orden corintio y soportan un entablamento en el que destacan cuatro grandes salientes adornados con ménsulas curvilíneas. En los extremos, se disponen dos nichos de medio punto, con recargados marcos vegetales que albergan esculturas de madera policromada. En lado del Evangelio, se dispone San Bartolomé, de fines del siglo XVI y policromía del XVII, que tiene al demonio encadenado a sus pies. En el costado de la Epístola, encontramos a San Ramón Nonato, del siglo XVIII, en cuya vestimenta se distingue el escudo de la orden mercedaria. Sobre las hornacinas, se aprecian tondos barrocos a manera de cornucopios.
La calle central aloja la custodia-manifestador, diseñada a modo de baldaquino, apoyada en cuatro columnas salomónicas. Contiene una imagen del siglo XVIII de la Inmaculada Concepción, que proviene del desaparecido convento franciscano de esta población. Más arriba, presidiendo el retablo, la imagen de Nuestra Señora del Buen Varón, desde una hornacina de medio punto, rodeada de una barroca ráfaga de rayos, nubes y testas aladas de querubines. La imagen se representa sedente, con el Niño casi centrado en sus rodillas. Su cronología ha sido estimada en la primera mitad del siglo XIII y se considera una de las muestras más antiguas de las representaciones marianas en Extremadura. Fue retocada en el año 1570 por el pintor Juan de Flandes. En época contemporánea tuvo una importante intervención de restauración, la escultura se encontraba en lamentable estado de conservación, poniéndose en valor una obra paradigmática de al retablística extremeña.
El ático se adapta a la forma curva de la bóveda. Su decoración es eminentemente vegetal y muy abigarrada. En el centro se dispone una hornacina de perfil trilobulado, conteniendo el Calvario, con un Crucificado al que acompañan las imágenes de la Virgen y San Juan, sobre fondo pictórico. Son efigies de buena talla y excelente policromía, que se datan en el siglo XVIII. Por delante de la hornacina, se distinguen los aletones de un frontón curvo y partido, con una singular decoración avenerada, precursora del estilo rococó. Culmina el retablo un pomposo broche de hojarascas.
Las primeras noticias de este retablo se fechan en mayo de 1715, aunque se desconocen los nombres de los artífices. Parece probable su procedencia salmantina y su vinculación al círculo de los Churriguera, tal y como parecen confirmar sus detalles estilísticos. No obstante, este no fue el primer retablo que tuvo la iglesia, puesto que hay noticias de otro precedente, del siglo XVI, que se trasladó a la ermita de San Lorenzo al colocarse el actual en el año 1723.
Retablos menores
Varios retablos menores se distribuyen por los muros del templo. Dos flanquean el arco triunfal y se colocan a ambos lados de la nave.
El dispuesto en el muro del Evangelio es de pequeñas dimensiones, de un solo cuerpo que apoya en banco adornado con ménsulas de hojarasca y casetones y está presidido por el Sagrario. Dos columnas salomónicas enmarcan una hornacina central de medio punto, que remata un ático curvo, coronado por un broche vegetal. Preside el nicho central, una escultura de madera policromada del siglo XVII, que representa a un santo con roquete y libro en la mano, desconociéndose su identificación. Porta en su peana una inscripción: “ES DE FRANCISCO AMOR DE LA ¿FVENTE?”. En el ático, entre abultada vegetación, se dispone un lienzo de la Dolorosa.
Por el lado de la Epístola, junto al arco triunfal, hay otro retablo similar al anterior. Igualmente, se organiza en banco, un cuerpo con dos columnas salomónicas flaqueando un medio punto central; remata en ático curvo, con medallón que alberga una imagen pictórica, probablemente de San Francisco Javier. La ornamentación es de tipo vegetal, muy carnosa, típica del primer tercio del siglo XVIII. En la hornacina, una buena talla policromada de San Antonio de Padua, del siglo XVII, procedente del convento del Espíritu Santo que, en 1755, se traslada a esta iglesia. Enfrentados a los lados de la nave se disponen otros dos retablos. Con la advocación de San Lorenzo, el del lado del Evangelio, modelo típico del dieciocho. Sobre un banco, se levantan dos columnas salomónicas centrales y otras dos pilastras hacia el exterior; es de un solo cuerpo, organizado en tres calles, en la central un medio punto con las enjutas decoradas con querubines; preside una imagen de San Lorenzo del siglo XVII. Remata en ático curvilíneo que acoge una talla policromada de la
Virgen del Carmen.
En el muro de la Epístola, un retablo dedicado a San Lino papa, cuya imagen lo preside. Compuesto de banco, se dispone aquí el sagrario y está decorado con ménsulas vegetales y querubines, un único cuerpo de cuatro columnas salomónicas que flanquean un medio punto cubierto por bóveda de cuarto de esfera; remata en ático cupuliforme de profusa decoración vegetal. Se fecha en torno a 1740.
Tres retablos más, en pésimas condiciones de conservación, se encuentran en el espacio del coro, posiblemente procedentes de la nave. Uno de ellos, en blanco, es de estilo rococó, fechado a finales del siglo XVIII. Otro se data hacia 1740.
Sabemos por las fuentes documentales que los paramentos del templo acogían varios retablos más, en la actualidad desaparecidos. Uno de ellos estaba dedicado a la Virgen del Rosario, de comienzos del siglo XVII. Otros retablos pertenecían a San Bartolomé o a Nuestra Señora, de finales del siglo XVI y comienzos del XVII.
Otros bienes muebles
De interés es el púlpito de granito adosado al arco triunfal, en el muro del Evangelio. Está decorado con ornamentos renacentistas de la primera mitad del siglo XVI, entre diversas imágenes de santos.
La iglesia tuvo órgano del siglo XVI, mencionado en diversos documentos, pero en la actualidad está desaparecido. A éste lo sustituye otro en el siglo XVIII, del que, al parecer, se conservan algunos restos distribuidos por el templo.
La parroquia custodia otras piezas de interés, entre las que destacamos un retablo crucífero del siglo XVIII, una escultura de Cristo yacente, Cristo amarrado a la columna del siglo XVII, un Nazareno de vestir de finales del siglo XVII. De valor es también una talla de madera policromada del Niño Jesús del siglo XVII y un Crucificado del siglo XVIII.
Por último, el templo guarda una buena colección de platería: dos cálices neoclásicos, un copón renacentista y otro, fechado en el año 1735, proveniente de talleres salmantinos. También se conserva un juego de altar de estilo neoclásico de 1823. Pieza principal es una custodia de tipo sol y estilo barroco, en plata dorada, proveniente de talleres sevillanos.